# Conotyla ocypetes
Conotyla ocypetes är en mångfotingart som beskrevs av Shear 1971. Conotyla ocypetes ingår i släktet Conotyla och familjen Conotylidae. Inga underarter finns listade i Catalogue of Life.